# دان راكوتسي
دان راكوتسي (بالرومانية: Dan Racoțea) مواليد 21 يوليو 1995 في رومانيا، هو لاعب كرة يد روماني يلعب كظهير أيسر. يلعب حاليا مع نادي فيسوا بوتسك لكرة اليد ويحمل الرقم 7. مثل منتخب رومانيا لكرة اليد.